# Gösta Fredblad
Gösta Fredblad, född 4 april 1920 i Arvika, död 21 april 2013 i Halmstad, var en svensk arkitekt och grundare till Fredblad Arkitekter.

## Biografi
Gösta Fredblad tog studentexamen från Södra Latin och reste därefter till Schweiz för att läsa arkitektur på den Tekniska högskolan i Zürich. Efter arkitektexamen arbetade Gösta ett antal år i Helsingborg på Filip Lundgrens arkitektkontor. 
1951 grundade han tillsammans med byggnadsingenjören Eskil Erlandsson, Fredblad & Erlandsson Arkitektkontor i Halmstad och tog över Yngve Alvås tidigare lokaler. Några år senare blev Gösta ensam ägare till verksamheten och anställde i stället Erland i det nya Gösta Fredblad Arkitektkontor. Från slutet av 1950-talet till mitten av 1960-talet drev Gösta kontoret tillsammans med den dansk-svenske arkitekten Hugo Höstrup. Gösta Fredblad var även verksam som stadsarkitekt för kommunerna Söndrums landskommun, Harplinge landskommun, Snöstorps landskommun, Oskarströms köping, Simlångsdalens landskommun, Torups landskommun och Morups landskommun fram till kommunsammanslagningen vid mitten av 1970-talet. 
Gösta Fredblad arbetade brett under sin drygt 40 år långa karriär. Bland annat ritade han polishus, bibliotek, hotell, skolor, kontorshus, flerbostadshus och villor. Ett av de första större projekten var polishuset i Halmstad som invigdes 1963. Byggnaden i betong, stål, glas och ett curtain wall-system rönte stor uppmärksamhet, belönades med priser och visades upp på arkitekturutställningar i Europa. Framgången med polishuset i Halmstad ledde till ytterligare polishus-projekt i bland annat Norrköping och Borås. Under tidigt 1960-tal ritade Fredblad en villa åt formgivaren Heinz Decker som även denna blev mycket omtalad vid tiden. Gösta  var verksam fram till 1991 då Leif Jönsson och AnnCharlott Castler tog över som delägare. Idag drivs kontoret under namnet Fredblad Arkitekter av sex delägare med kontor i Halmstad, Göteborg och Varberg.

## Verk i urval
- Holmedals gravkapell, 1955
- Ålderdomshemmet Solgården i Årstad, 1956[1][2]
- Tempelriddarhuset i Halmstad, 1958[3][4]
- Malcus huvudkontor vid Laholmsvägen i Halmstad, 1960[5]
- Terrasshusen i Söndrum, 1961
- Polishuset i Laholm, 1961
- Villa Decker på Lidingö, 1963
- Polishuset i Halmstad, 1963
- Hotell Terraza i Ljungby, 1964
- Polishuset i Norrköping, 1965
- Hallägraskolan i Söndrum, 1967
- Edsbyverkens kontorshus, 1968
- Församlingshem i Söndrum, 1972
- Söndrums bibliotek, 1973
- Inredning av Götabankens bankkontor i Valandhuset vid Stora torg i Halmstad, 1975.[6]

## Verk i urval, bilder

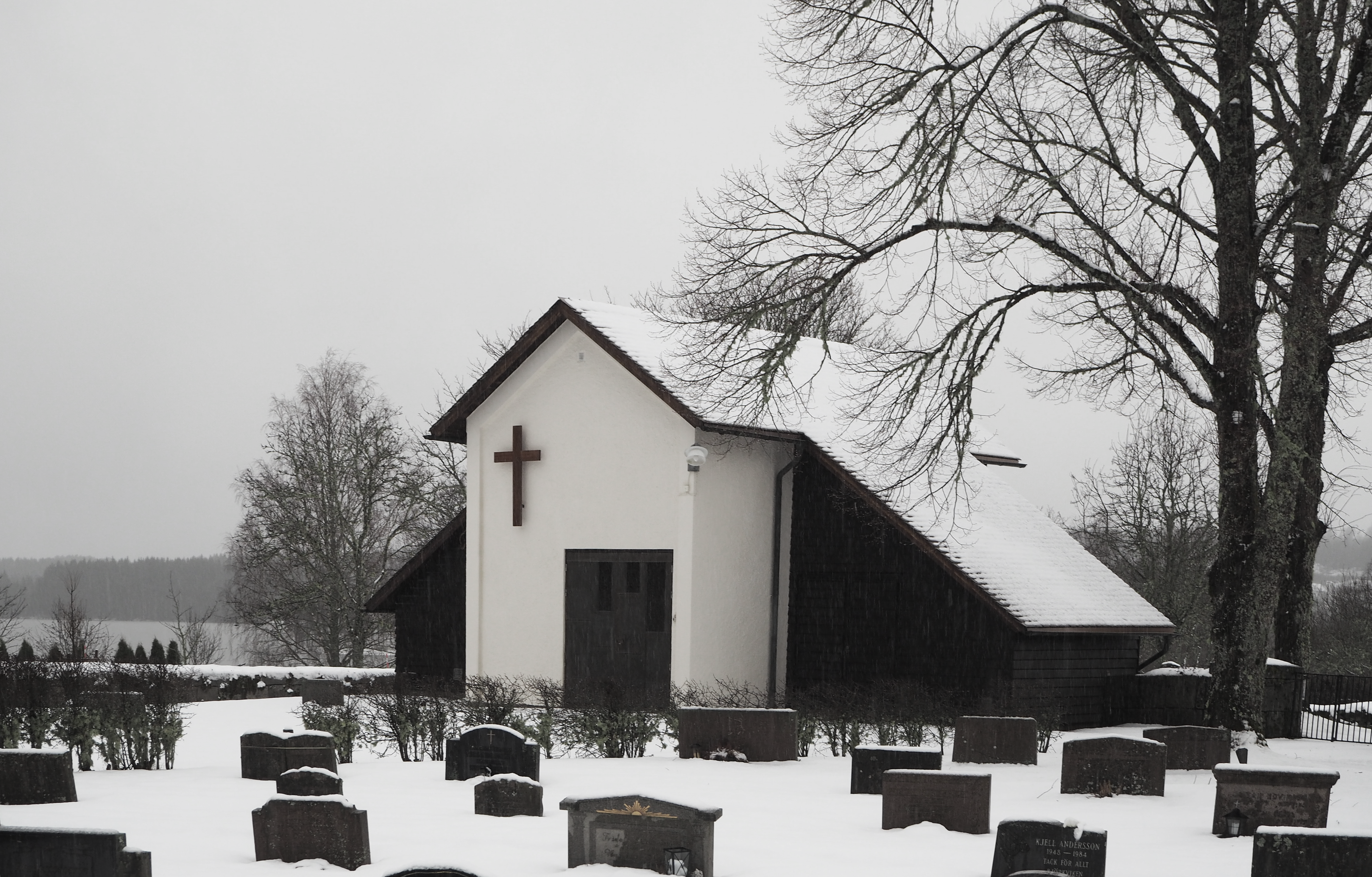
Holmedal Gravkapell, 1955
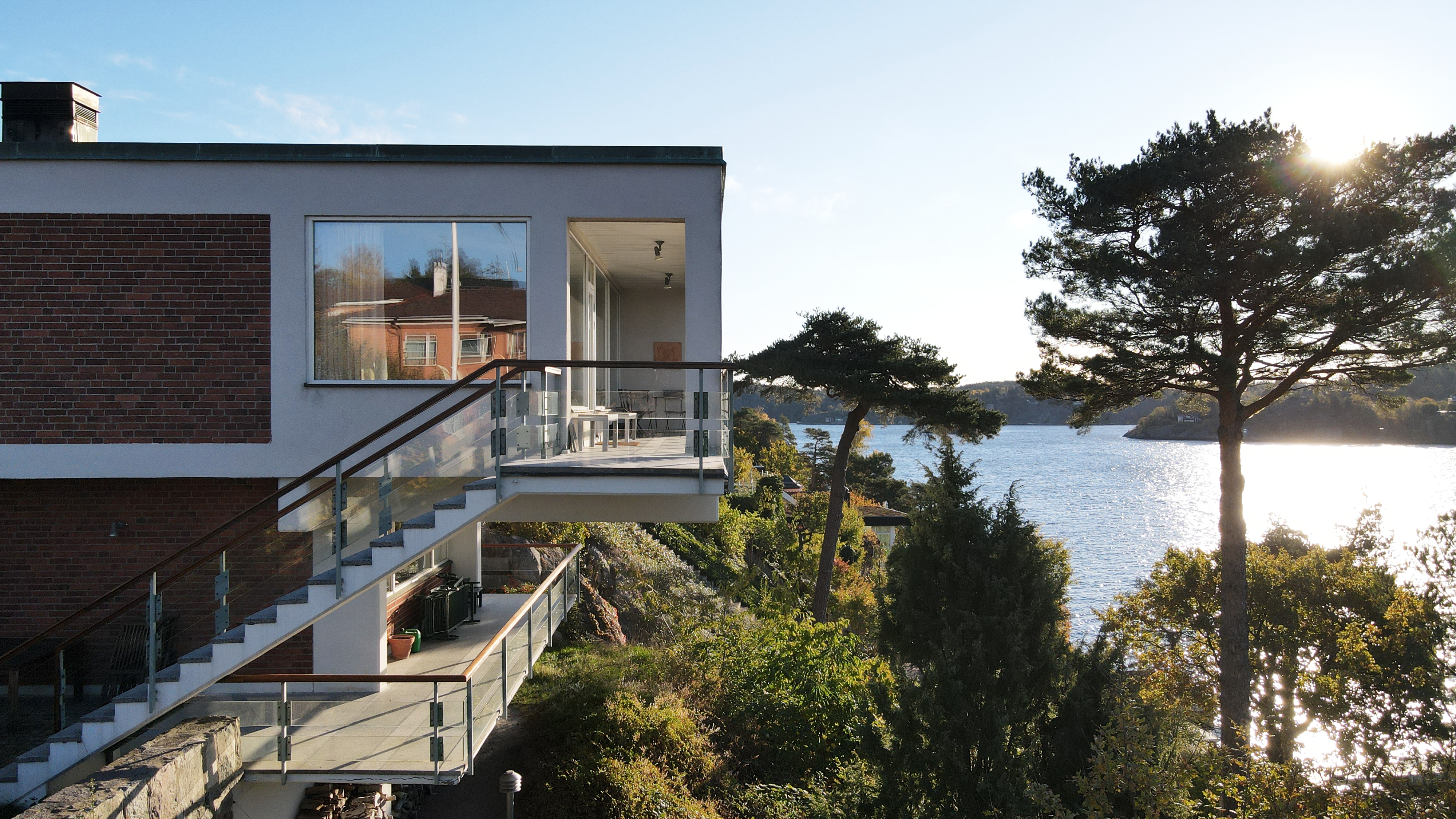
Villa Decker, 1963
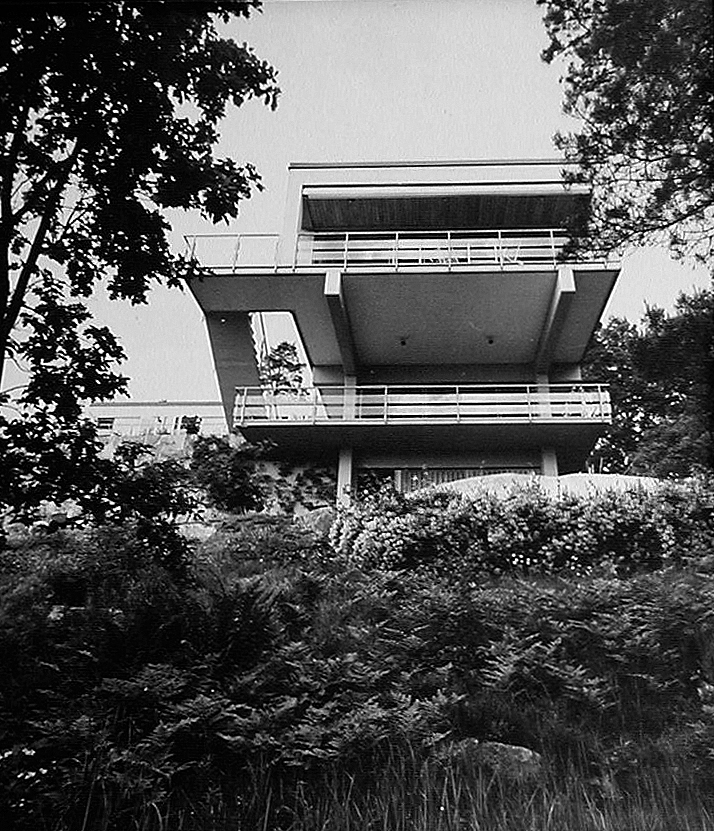
Villa Decker, 1963
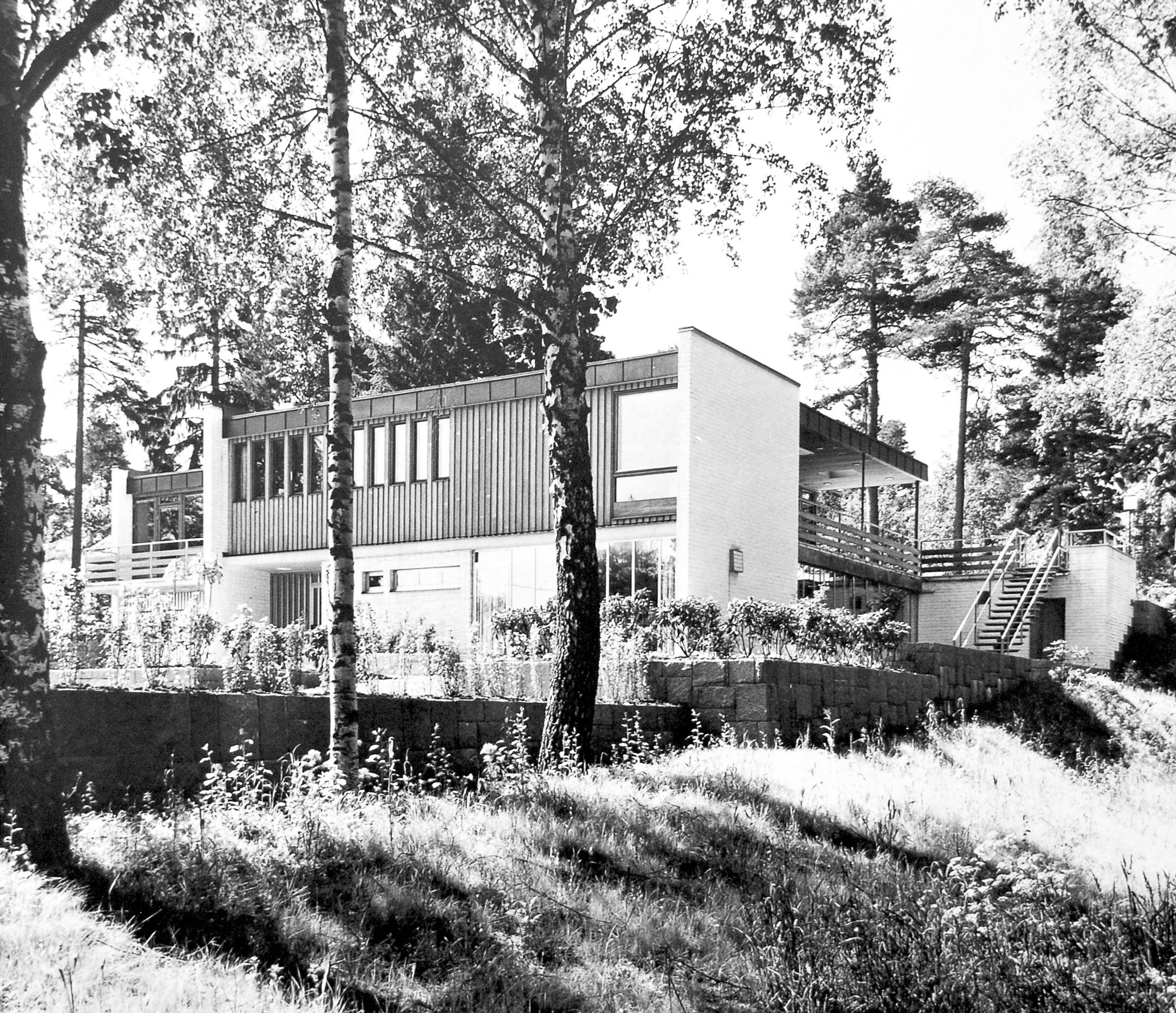
Villa Bernzins, 1963

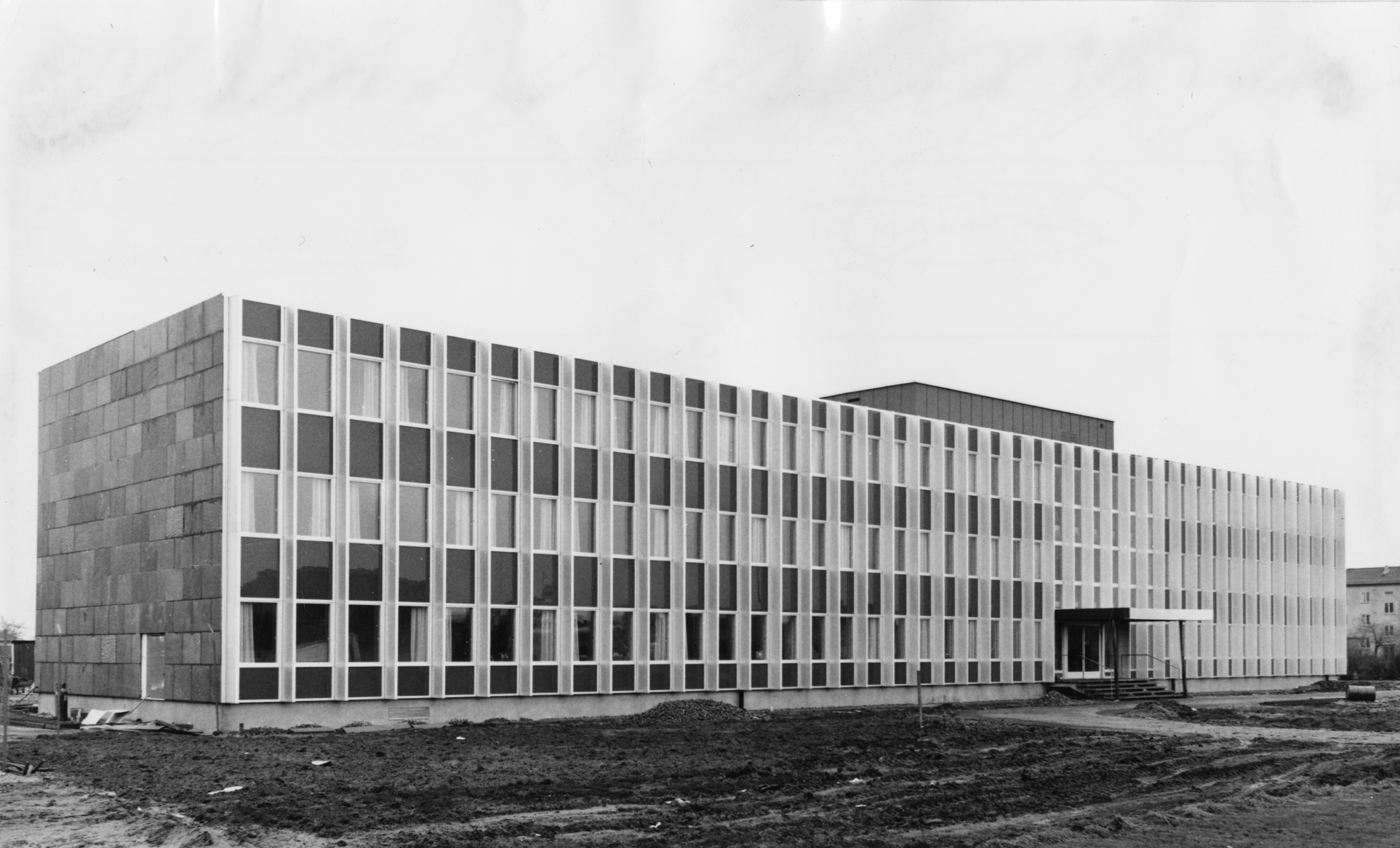
AB Malcus Holmquist kontor, 1960
Hotel Terraza, 1964
Terrasshusen i Söndrum, 1961
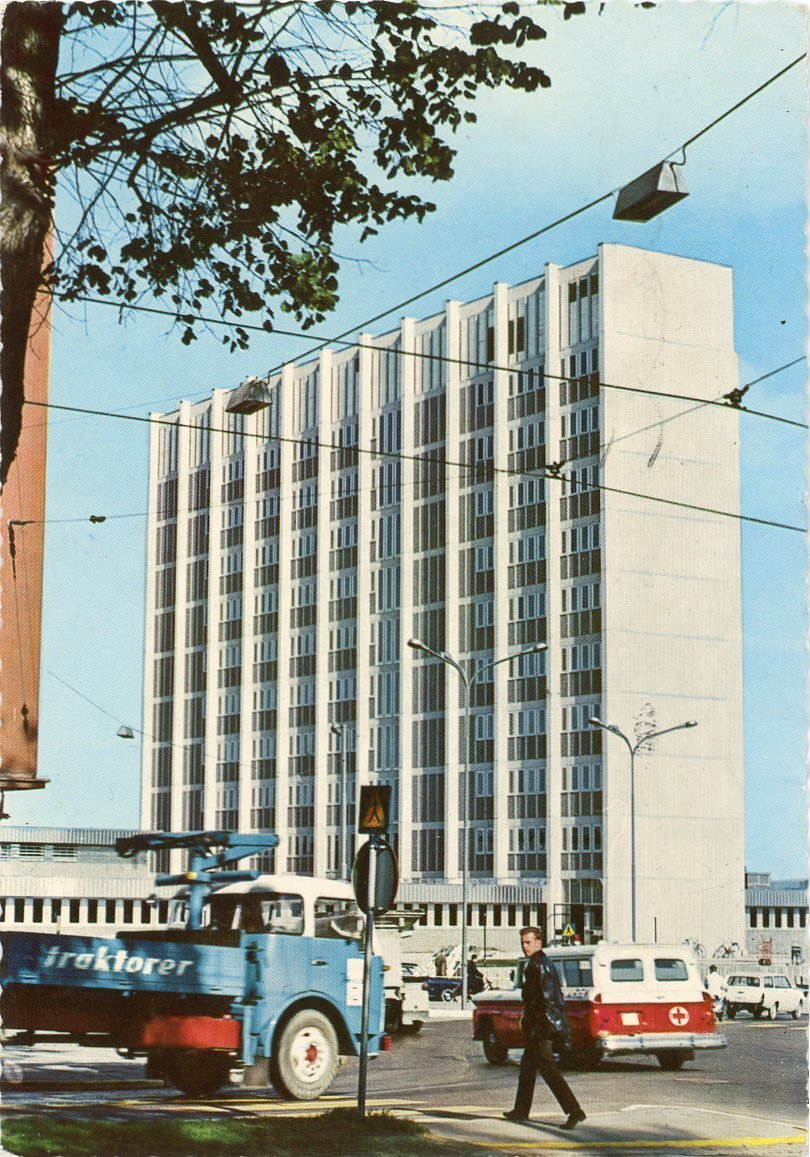
Polishuset i Norrköping, 1965